# Нюрнбергска хроника
Нюрнбергската хроника е илюстрована енциклопедия, състояща се от световни исторически разкази, както и разкази, разказани чрез библейски парифрази. Темите включват човешка история във връзка с Библията, илюстрирани митологични създания и истории на важни християнски и светски градове от древността. Завършена през 1493 г., първоначално е написана на латински от Хартман Шедел, а немската версия е преведена от Георг Алт. Това е една от най-добре документираните ранни печатни книги – инкунабула и една от първите, които успешно интегрират илюстрации и текст. 
Латинските учени го наричат Liber Chronicarum (Книга на хрониките), тъй като тази фраза се появява във въведението на индекса на латинското издание. Англоговорещите отдавна я наричат Нюрнбергската хроника по името на града, в който е публикувана. Немскоговорещите го наричат Die Schedelsche Weltchronik (Световната история на Шедел) в чест на неговия автор.

## Автор
Написана е от Хартман Шедел (* 1440; † 1514), лекар, хуманист и историк от Нюрнберг, Германия. През 1466 г. той получава докторска степен по медицина в Падуа, след което се установява в Нюрнберг, за да практикува медицина и да събира книги. Според опис, направен през 1498 г., личната библиотека на Шедел съдържа 370 ръкописа и 670 печатни книги. Авторът използва пасажи от класически и средновековни произведения в тази колекция, за да композира текста на хрониката. Той заимства най-често от друга хуманистична хроника – Supplementum Chronicarum от Джакомо Филипо Форестина от Бергамо. Изчислено е, че около 90% от текста е съставен от трудове по хуманитарни науки, наука, философия и богословие, докато около 10% от хрониката е оригиналният състав на Шедел. 

## Град
Нюрнберг е един от най-големите градове в Свещената Римска империя през 1490-те години с население между 45 и 50 хил. души. Тридесет и пет патрициански семейства съставят Общинския съвет. Съветът контролира всички аспекти на печатарската и занаятчийската дейност, включително размера на всяка професия и качеството, количеството и вида на произведените стоки. Въпреки че е доминиран от консервативна аристокрация, Нюрнберг е център на северния хуманизъм. Антон Кобергер, печатар на Нюрнбергската хроника, отпечатва първата хуманистична книга в Нюрнберг през 1472 г. Себалд Шрайер, един от покровителите на хрониката, поръчва картини от класическата митология за големия салон на къщата си. Хартман Шедел, автор на хрониката, е запален колекционер както на творби от Италианския ренесанс, така и на немските хуманистични произведения. Хиероним Мюнцер, който помага на Шедел при написването на главата на хрониката по география, е сред тази група, както и Албрехт Дюрер и Йохан и Вилибалд Пиркхаймер. 

## Публикуване
Хрониката е издадена за първи път на латински на 12 юли 1493 г.в Нюрнберг с 1804 ксилографически илюстрации. Последвано бързо от немски превод на 23 декември 1493 г. На латински книгата обхваща 656 страници, а на немски език – 597 страници. Публикувани са 1400 до 1500 латински и 700 до 1000 немски копия. Документ от 1509 г. отбелязва, че 539 латински версии и 60 немски версии не са били продадени. Приблизително 400 латински и 300 немски копия оцеляват през 21 век. Те са разпръснати по света по музеи и колекции. По-големите илюстрации също се продават отделно като щампи, често оцветени на ръка с акварел. Много екземпляри от книгата са цветни, с различна степен на умения; за това има специализирани магазини. Оцветяването на някои екземпляри е добавено много по-късно, а някои копия са разделени за продажба като декоративни щампи.
Издател и печатар е Антон Кобергер, кръстникът на Албрехт Дюрер, който в годината на раждането на Дюрер през 1471 г. престава да бъде златар, за да стане печатар и издател. Бързо става най-успешният издател в Германия, като в крайна сметка притежава 24 печатни машини и има много офиси в Германия и чужбина, от Лион до Буда.
Това е най-обширното илюстрирано произведение за 15 век. Съдържа и 29 изгледи от градове и 2 карти – на света и на Европа. Цените му са 3 до 3,5 гулдена за неподвързан екземпляр, по 5 гулдена за подвързан и 8 гулдена за подвързан и оцветен екземпляр.